# Réserve naturelle régionale de l'étang de Chourroumillas
La réserve naturelle régionale de l'étang de Chourroumillas (RNR277) est une réserve naturelle régionale située dans le département des Pyrénées-Atlantiques en Nouvelle-Aquitaine. Classée en 2014, elle occupe une surface de 7,2 hectares et protège un étang du Pays basque.

## Localisation

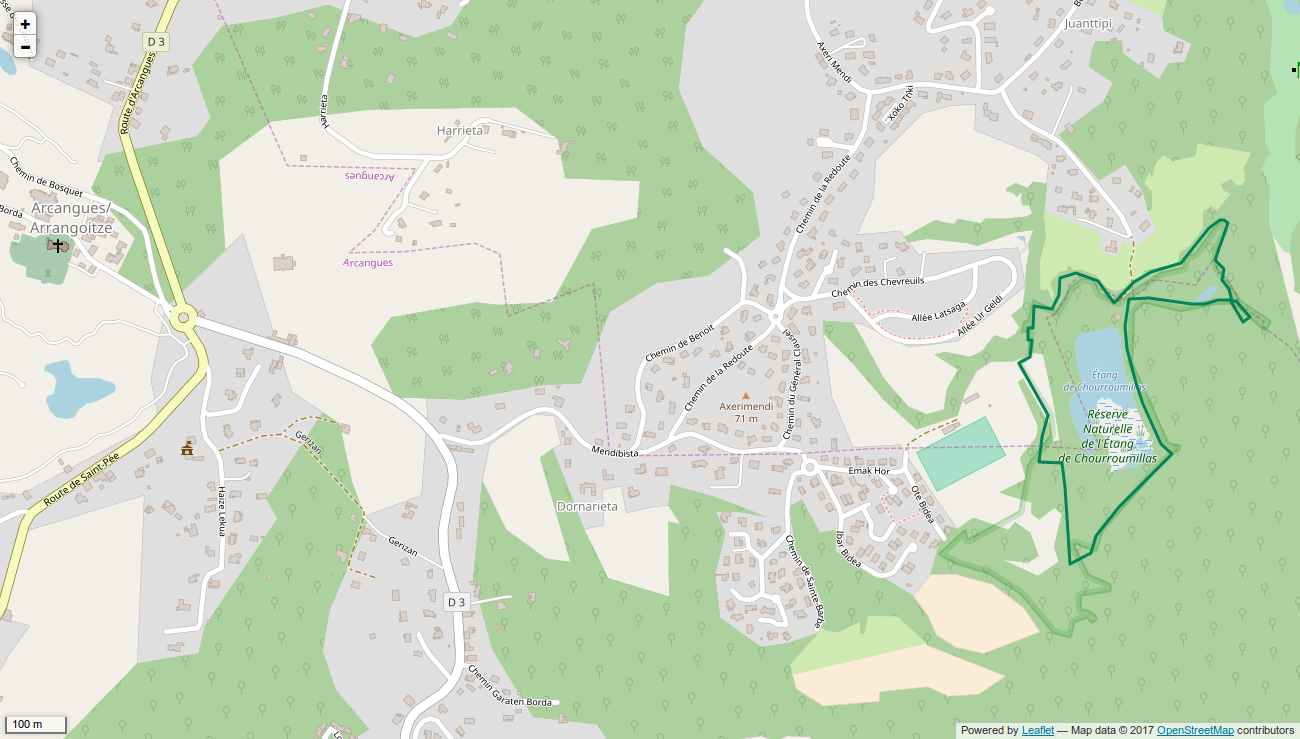
Périmètre de la réserve naturelle.

Le territoire de la réserve naturelle est dans le département des Pyrénées-Atlantiques, sur les communes d'Arcangues et Bassussarry.

## Administration, plan de gestion, règlement

### Outils et statut juridique
La réserve naturelle a été créée par une délibération du conseil régional du 23 juin 2014.